# Mohamed Soussi
Mohamed Soussi (Nabeul, Tunis, 17. siječnja 1993.) je tuniški rukometaš koji igra za Montpellier Handball i reprezentaciju Tunisa.
Nastupio je na Ljetnim olimpijskim igrama 2016. u Rio de Janeiru, na rukometnom turniru., na svjetskom prvenstvu u Francuskoj 2017. gdje je ekipa Tunisa završila 19., te u Danskoj 2019. (12.).